# ハバナ・クラブ

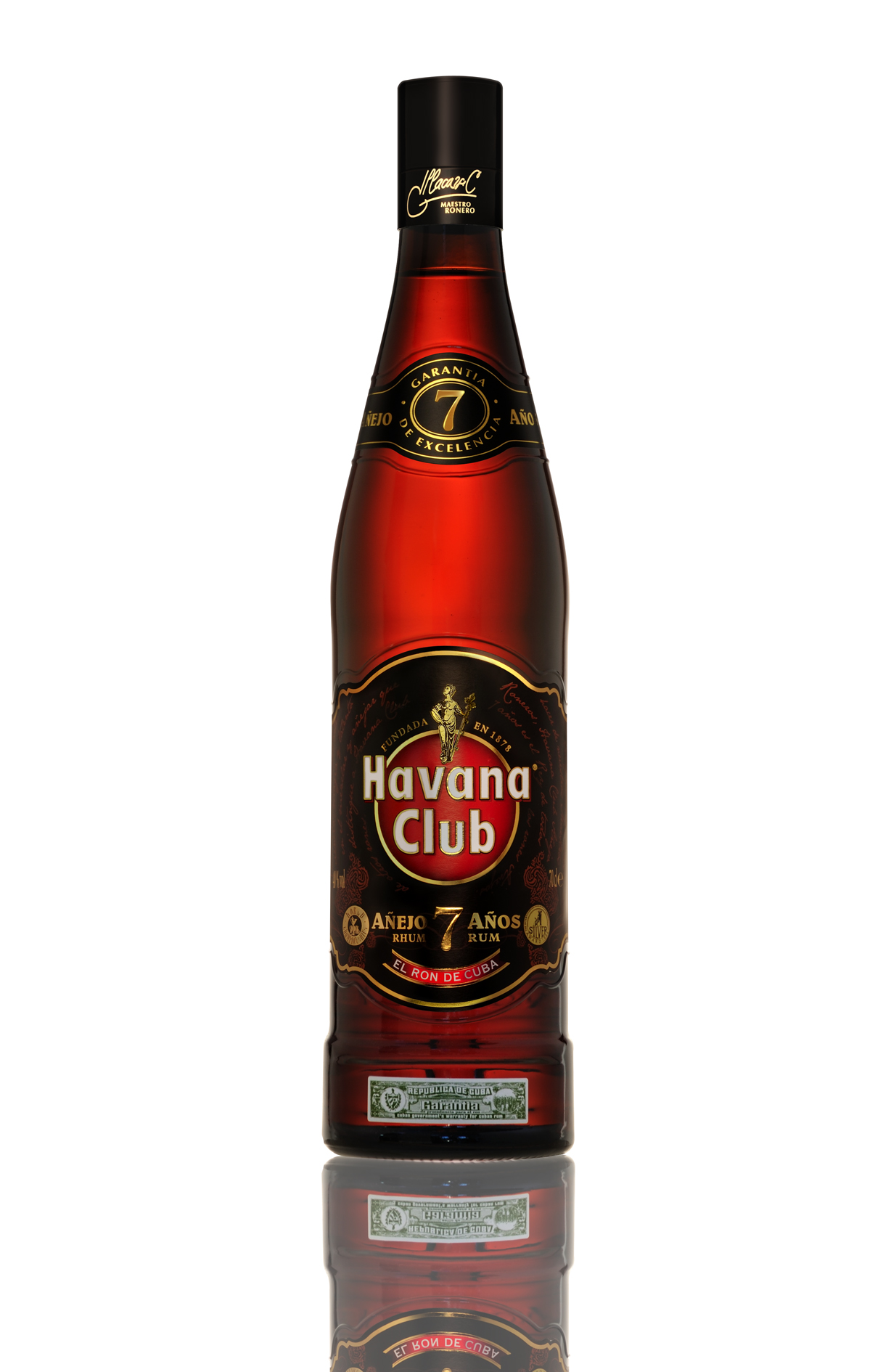
ハバナ・クラブ 7年のボトル

ハバナ・クラブ（Havana Club）は、キューバのマヤベケ州サンタ・クルス・デル・ノルテで製造されているラム酒のブランド名。
ホセ・アレチャバラ（José Arechabala）が1878年に設立したブランドだが、1959年のキューバ革命によりオーナーであったアレチャバラ家はスペインへ亡命。製造会社は国有化された。アレチャバラ家はアメリカへ移住し、ハバナ・クラブの商標を登録。この商標の使用許諾を得てバカルディからハバナ・クラブ銘のラム酒がアメリカ国内にのみ販売されていたが、商標の更新を行わず、1973年に商標権は失効している。商標はキューバ政府公団Cuban exportsが翌1974年にアメリカで登録申請し、1976年に承認された。
1994年にフランスのペルノ・リカール社とキューバ政府とが出資比50:50の合弁事業としてハバナ・クラブ・インターナショナル(Havana Club International)を設立。ハバナ・クラブのブランド名は、ハバナ・クラブ・インターナショナルが所有することになった。
ハバナ・クラブの商標は、ハバナ・クラブ・インターナショナルによって世界180か国以上で登録されており、2011年の販売総数は380万ケース以上である。

## 主な銘柄
ハバナ・クラブ ブランコ （シルバーライト）(Añejo Blanco)
40度。ホワイト･ラム。熟成1年以下。カクテルベースとしても多用される。
ハバナ・クラブ 3年 (Añejo 3 Años)
40度。3年熟成のもの
ハバナ・クラブ エスペシャル (Añejo Especial)
40度。ゴールド・ラム。最高5年熟成の原酒をブレンドしたもの。
ハバナクラブ　アネホ　レゼルヴァ（Añejo Reserva）
40度。ゴールドラムとダークラムの中間的な位置、ハバナクラブの初代蒸留所長、ドン・ナヴァロが個人的に生産所有していたと言われる熟成原酒をブレンドしたもの。
ハバナクラブ 7年 (Añejo 7 Años)
40度。7年熟成のもの
ハバナ・クラブ 15年 (Gran Añejo 15 Años)
40度。15年熟成のもの
ハバナ・クラブ キューバン・バレル・プルーフ (Cuban Barrel Proof)
45度。ダークラム。15年以上熟成した原酒を樽から直接ボトリングしたもの。2011年終売。
ハバナ・クラブ マキシモ・エクストラ・アネホ (Máximo - Ron Extra Añejo)
40度。最も長期熟成で、最も上質な原酒を厳選しブレンドしたもの。バカラのクリスタル・ガラス製デキャンタにボトリングされており、証明書も添付される。
ソレラ・サン・クリストバル (Solera San Cristóbal)
通常のラム酒の熟成とは異なるソレラ・システムで熟成されたもの。キューバの首都ハバナの誕生480周年を記念したボトルは12年から15年熟成のものを使用された。